# Catagramma rubra
Catagramma rubra är en fjärilsart som beskrevs av Straszewicz 1938. Catagramma rubra ingår i släktet Catagramma och familjen praktfjärilar. Inga underarter finns listade i Catalogue of Life.